# Chams El Baroudi
Pour les articles homonymes, voir Baroudi.
Chams El Baroudi (arabe : شمس البارودي) est une actrice égyptienne, née selon les sources le 4 novembre 1940 ou le 4 octobre 1945.
Lisa Anderson du Chicago Tribune dit qu'elle fut l'une des plus belles actrices égyptiennes (« one of the most beautiful of Egypt's actresses »).
En 2008, elle renonce au niqab (voile intégral couvrant le visage) qu'elle portait depuis 22 ans, pour revenir au hijab.

## Film
- Une femme de mauvaise réputation[1] (Emraa Sayyeat Assomaa)
- al-Mutât wal-Âzab (en)[3]
- Ĥamam al-Malaṯily (en), 1973[3]
- . Doumou bila khataya 1980 (دموع بلا خطايا)